# Гјаје (Павија)
Гјаје је насеље у Италији у округу Павија, региону Ломбардија.
Према процени из 2011. у насељу је живело 413 становника. Насеље се налази на надморској висини од 71 м.